# Gonzalo Fernández de Córdoba
Gonzalo Fernández de Córdoba (Montilla, 1º settembre 1453 – Granada, 2 dicembre 1515) è stato un generale e politico spagnolo, noto come Consalvo Ernandes di Cordova, Gran Capitano del Regno di Napoli finché fu viceré di Ferdinando il Cattolico nella stessa città dal 1504 al 1506 e duca di Terranova e di Sessa.

Stemma di Gonzalo

Molti uomini influenti combatterono sotto di lui, incluso il padre di Francisco Pizarro, e fu ammirato dalla generazione di conquistadores che seguì.

## Biografia

### La gioventù
Secondo figlio di don Pedro Fernández de Córdoba, conte di Aguilar, e di Elvira de Herrera, nacque nel castello della città di Montilla, nei pressi di Cordova nel 1453. Nel 1455, alla morte del padre e dopo la lotta per l'ereditarietà del feudo di famiglia intrapresa con i nobili di Cabra, delle sue due opzioni, la chiesa o l'esercito, scelse quest'ultima. Dal 1465, prestò servizio alla corte spagnola prima presso il fratello del re, don Alfonso, e in seguito presso Isabella di Castiglia, amica d'infanzia. Fece le prime prove e, sebbene fosse allora semplice paggio, si segnalò giovanissimo come un abile capitano, tanto che Isabella, disponendosi a combattere la Beltraneja, lo prese sotto la sua protezione e fu a corte per offrirle i suoi servigi come nobile secondogenito.
Castigliano e molto popolare, cavaliere sempre fedele e leale ad Isabella come da giuramento, partecipò alla guerra civile contro il Portogallo, portando avanti con successo il suo apprendistato sui campi di battaglia grazie agli insegnamenti del conte di Aguilar, suo fratello, del gran maestro di Santiago Alonso de Cárdenas e del conte di Tendilla.
Nella sua adolescenza, il generale andaluso aveva avuto una relazione con la giovanissima Isabella, che aveva due anni più di lui, scatenando in seguito la rivalità con il cugino di secondo grado, il sovrano consorte aragonese Ferdinando il Cattolico. Don Gonzalo incarnava il tipico soldato spagnolo, fedele alla sua regina Isabella e alla Spagna ma orgoglioso, indifferente alle ricchezze materiali ma bramoso di sfide epiche nelle quali dimostrare la sua valentia e temerarietà, nonostante i risvolti brutali e sanguinolenti. Fu l'emblema dell'uomo d'arme del mondo dei Re Cattolici.
Per ragioni di dispute familiari, il cugino e nemico della famiglia, il conte di Cabra, lo prese prigioniero e lo portò nel castello di Cabra. Nel 1476, venne rilasciato dopo che la regina Isabella ebbe mediato personalmente.

### Le imprese militari
Si distinse nella guerra per la conquista della città musulmana di Granada, che durò dal 1481 al 1489, e successivamente fu inviato da Isabella in Italia, dal re consorte, per combattere i francesi e le loro mire espansionistiche sul Regno di Napoli.
Un anno dopo il suo arrivo nella penisola, nel 1495, subì una sconfitta a Seminara combattendo contro le truppe del generale Robert Stuart d'Aubigny, riuscendo però nel 1496 a ottenere la rivincita sul campo di battaglia e a ricacciare le truppe francesi sino in Calabria.
Per i meriti organizzativi che seppe imporre all'esercito spagnolo fu nominato Gran Capitano. Può essere considerato come l'inventore del tercio, derivato delle columneras spagnole, una formazione che raggruppava, in unità di circa 3.000 uomini, archibugieri e picchieri, protagonista dei campi di battaglia del Cinquecento e del Seicento, quando venne surclassato dal più flessibile modello olandese-svedese. A Granada, la ribellione dei Moriscos gli porse nuova occasione di mostrare la sua bravura.
Nel maggio 1500, tornò in Italia per combattere i Turchi che assediavano l'isola veneziana di Zante e, in seguito, in Calabria per ottemperare al trattato segreto che Francia e Spagna avevano stipulato a Granada per spartirsi il Regno di Napoli a discapito del re di Napoli Federico d'Aragona.
Nel 1502, in seguito a battaglia a lui favorevole, diventò Signore della Baronia, di San Giorgio Morgeto e duca di Terranova e di Sessa, si stanziò nella città di Polistena, creando una piccola Reggia.
Entrati nuovamente in rotta di collisione gli eserciti francese e spagnolo, nell'aprile 1503 stabilì il suo esercito a Barletta, per attendere i rinforzi, e sconfisse i francesi per due volte, a Cerignola e sul Garigliano, riuscendo così a completare la conquista dell'intero Regno in favore della Spagna.
Caduta la carica di Gran Capitano dopo che il Regno di Napoli divenne vicereame di Ferdinando il Cattolico, gli successe a capo dell'esercito, con il titolo di gran conestabile, Fabrizio Colonna.

### Viceré di Napoli

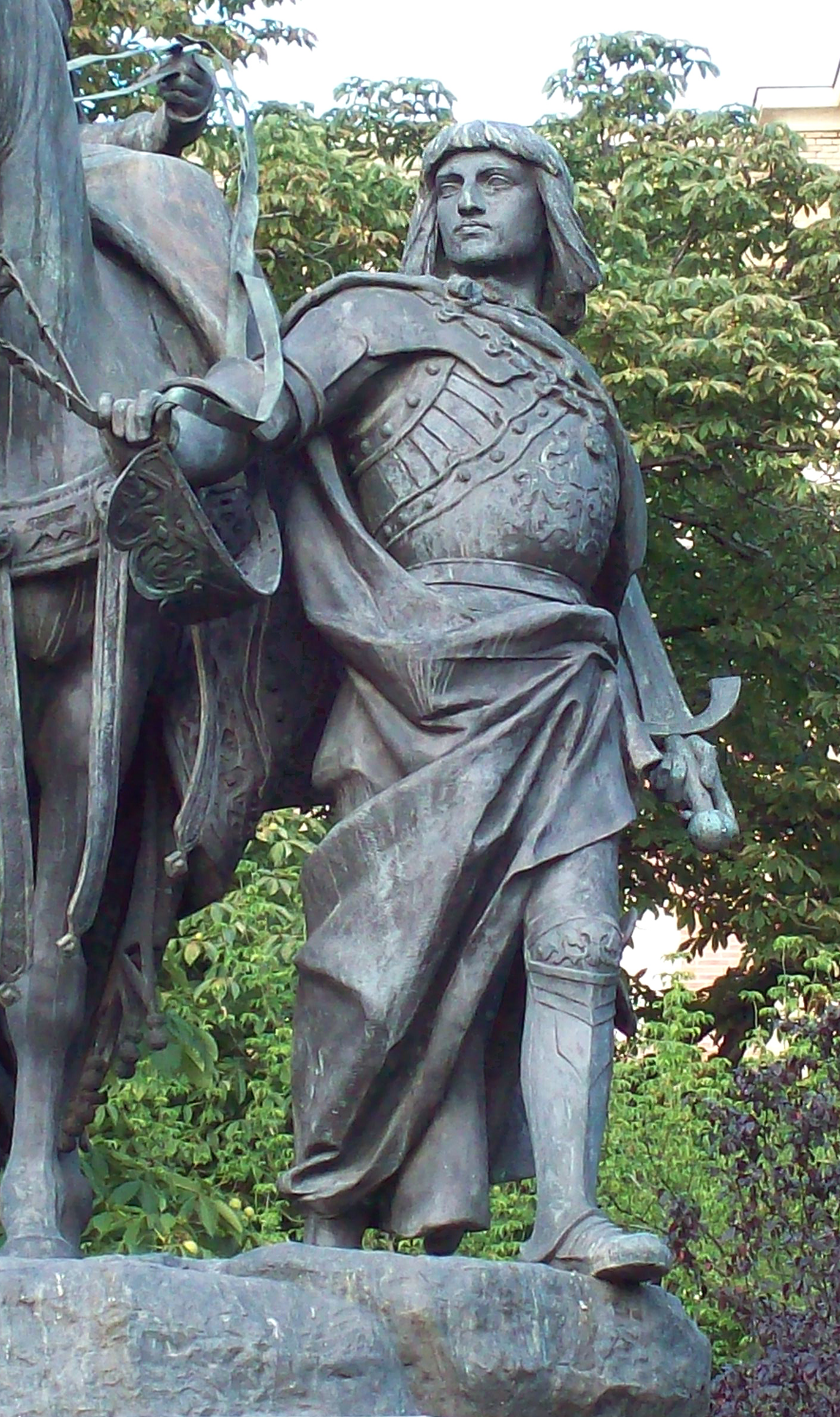
Statua di Consalvo di Cordova a Madrid, per Manuel Oms (1883).

Il 1º aprile 1502, incontrò nella chiesa di Sant'Antonio a Rionero in Vulture Luigi d'Armagnac, duca di Nemours, per stipulare accordi sulla spartizione del Regno di Napoli. Il 15 maggio 1503, a Gaudello, nei pressi di Acerra, alle porte di Napoli, ricevette i delegati nobili dei Sedili della città e il delegato del sedile del Popolo, che gli consegnarono i privilegi e lo qualificarono sostanzialmente come primo viceré del Regno. L'ingresso in Napoli avvenne il giorno seguente, 16 maggio, alla testa delle sue truppe vincitrici. Il governo della città fu quasi subito affidato al marchese di Padula, Antonio Cardona, e negli anni successivi Consalvo fu poco presente in città.
Durante il suo viceregno, nel 1504, fu fatto un primo tentativo di reintrodurre l'Inquisizione di Spagna, che però non andò a buon fine. Lo stesso viceré fu coinvolto in una speculazione finanziaria sugli approvvigionamenti di grano, che gli valse le accuse di affarismo, peraltro ribadite verso i suoi successori, cosa che però si rivelò falsa. Più tardi, quello stesso anno, morì la regina Isabella, per la quale non aveva esitato in nessun momento a dare la sua vita se fosse stato necessario, privando lo sconvolto Córdoba della sua più ardente sostenitrice, come lo era stata anche per Cristoforo Colombo.
In effetti, senza l'ingombrante presenza della regina, che era sempre uscita nel passo delle accuse di corruzione gettate contro Cordova, il re di Spagna Ferdinando il Cattolico si sentì libero di investigare sui suoi affari napoletani. Sospettava, a totale torto, non solo che avesse sottratto indebitamente fondi destinati all'ardua campagna, ma persino che fosse pronto a passare dalla parte del nemico, cedendo alle sirene del re Luigi XII di Francia, anche lui colpito dalle straordinarie capacità militari del comandante spagnolo, la cui fama si era diffusa ormai in tutta Europa. Il 19 ottobre 1506, giunto a Gaeta, Ferdinando giurò di conservare i privilegi del Regno e, alcuni mesi dopo, il parlamento concesse al sovrano 300.000 ducati e vennero riconosciuti i 47 capitoli chiesti dalla città.
L'eccesso di prodigalità e di ambizione personale di Consalvo condussero alla sua sostituzione, dietro il contentino rappresentato dalla sua nomina a gran maestro dell'Ordine di Santiago, e il viceregno fu retto temporaneamente da Giovanna, vedova di Ferrante II, fino all'inizio del 1507. Il Re Cattolico decise di affidargli un incarico di scarsissimo rilievo, quello di sindaco del piccolo comune andaluso di Loja, dopo dieci anni di lontananza dalla madrepatria. Più tardi, dopo la battaglia di Ravenna, congiurò a quanto pare con altri nobili per mettere sul trono, prima del tempo, il futuro Carlo V, ma la cosa si risolse nel nulla. Lasciò Napoli l'11 giugno 1507.
I due tornarono insieme in Spagna e, pur mantenendo una granitica fedeltà nei confronti del suo re, decise comunque di lottare per un destino diverso, migliore. Cercò a tutti i costi di essere nominato Maestro dell'Ordine di Santiago, così da poter tornare a capo delle milizie spagnole e lanciarsi in nuove avventure, ma l'aragonese non fu dello stesso avviso, ritenendo di averlo già abbondantemente ricompensato per le sue imprese. Più di una volta pensò persino di rispedirlo di nuovo in Italia, ma con funzioni di secondo piano e ad alto rischio, idea poi scartata. Nel 1508, ricevette la notizia che il suo castello di Montilla sarebbe stato presto demolito per ordine reale. Nonostante le sue richieste, non fu in grado di fermare l'annunciata demolizione. La sua rottura con il suo re era già totale.

### Gli ultimi anni
Stanco e amareggiato da tanta ingratitudine, si ritirò allora nel suo castello di Loxe, nei pressi di Granada, per fare una vita contemplativa. I giorni dell'esilio forzato in Andalusia non si contraddistinsero per pena e dolore, tutt'altro. Visse in tranquillità fino a quando, nel 1515, all'età di 62 anni, morì di ricordi e di amarezza a Granada per un attacco di febbre quartana, nelle braccia della seconda moglie. Sul suo letto di morte avrebbe detto che nella sua vita aveva solo tre rimpianti, tradendo il re di Napoli e Cesare Borgia quando vennero da lui fidandosi della sua protezione, e il terzo rimpianto che solo Dio avrebbe saputo. Fu sepolto nella chiesa del Monastero di San Girolamo, assieme alla consorte María de Manrique.
La tragedia era servita sul piatto d'argento dei cronisti della neonata monarchia spagnola, soprattutto nella fase successiva con i regni di Carlo V d'Asburgo e Filippo II di Spagna, entrambi alla ricerca urgente di eroi per fortificare gli animi della gente e consacrare un impero al massimo dello splendore.
Tra le lettere di condoglianze che arrivarono alla moglie e alla figlia non mancarono quelle del re Ferdinando, che soltanto allora lo rimpianse, nella quale ricordandone la loro vecchia amicizia ed esaltandone le gesta, e del giovane Carlo, che durante la fanciullezza aveva seguito con entusiasmo la sua odissea italiana. Ma il suo rimpianto non durò lungo, perché l'ingrato monarca lo seguì nella tomba un mese dopo.

## Matrimonio e famiglia
Si sposò per la prima volta nel 1474 con sua cugina Maria de Sotomayor, che circa un anno dopo morì, dando alla luce un figlio nato morto. Il 14 febbraio 1489, sposò Maria Manrique de Lara, una dama di compagnia della regina, da una potente e ricca famiglia nobile. La sua unica figlia sopravvissuta, Elvira Fernández de Córdoba y Manrique, ereditò tutti i suoi titoli alla sua morte, nel 1515.
- Elvira (c.1500 - 8 settembre 1524), sposò nel 1518 Luis Fernández de Córdoba y Zúñiga (c.1480 - 17 agosto 1526).

## Nella cultura di massa
- Gonzalo Fernández de Córdoba compare nella serie televisiva Isabel del 2012, interpretato da Sergio Peris-Mencheta.